# Ailleurs (Michaux)
Pour les articles homonymes, voir Ailleurs.
Ailleurs est un recueil poétique d'Henri Michaux, publié en 1948. Il réunit trois recueils déjà publiés précédemment :
- Voyage en Grande Garabagne (1936) ;
- Au pays de la Magie (1941) ;
- Ici, Poddema (1946).

Ces œuvres présentent toutes la particularité d'être des carnets de voyages fictifs — qui décrivent des peuples, animaux ou flores oniriques. La grande sobriété de l'écriture contraste avec l'imagination et l'invention débridée de l'auteur ; il en résulte une impression d'étrangeté, qui n'exclut pas un certain humour froid.